# Mirošov (district de Jihlava)
Pour les articles homonymes, voir Mirošov.
Mirošov (en allemand : Miroschau) est une commune du district de Jihlava, dans la région de Vysočina, en République tchèque. Sa population s'élevait à 166 habitants en 2024.

## Géographie
Mirošov se trouve à 10 km à l'ouest de Jihlava et à 107 km au sud-est de Prague.
La commune est limitée par Hubenov au nord-est, par Dvorce à l'est, par Cejle au sud, et par Hojkov et Boršov à l'ouest.

## Histoire
La première mention écrite du village date de 1361.

## Galerie

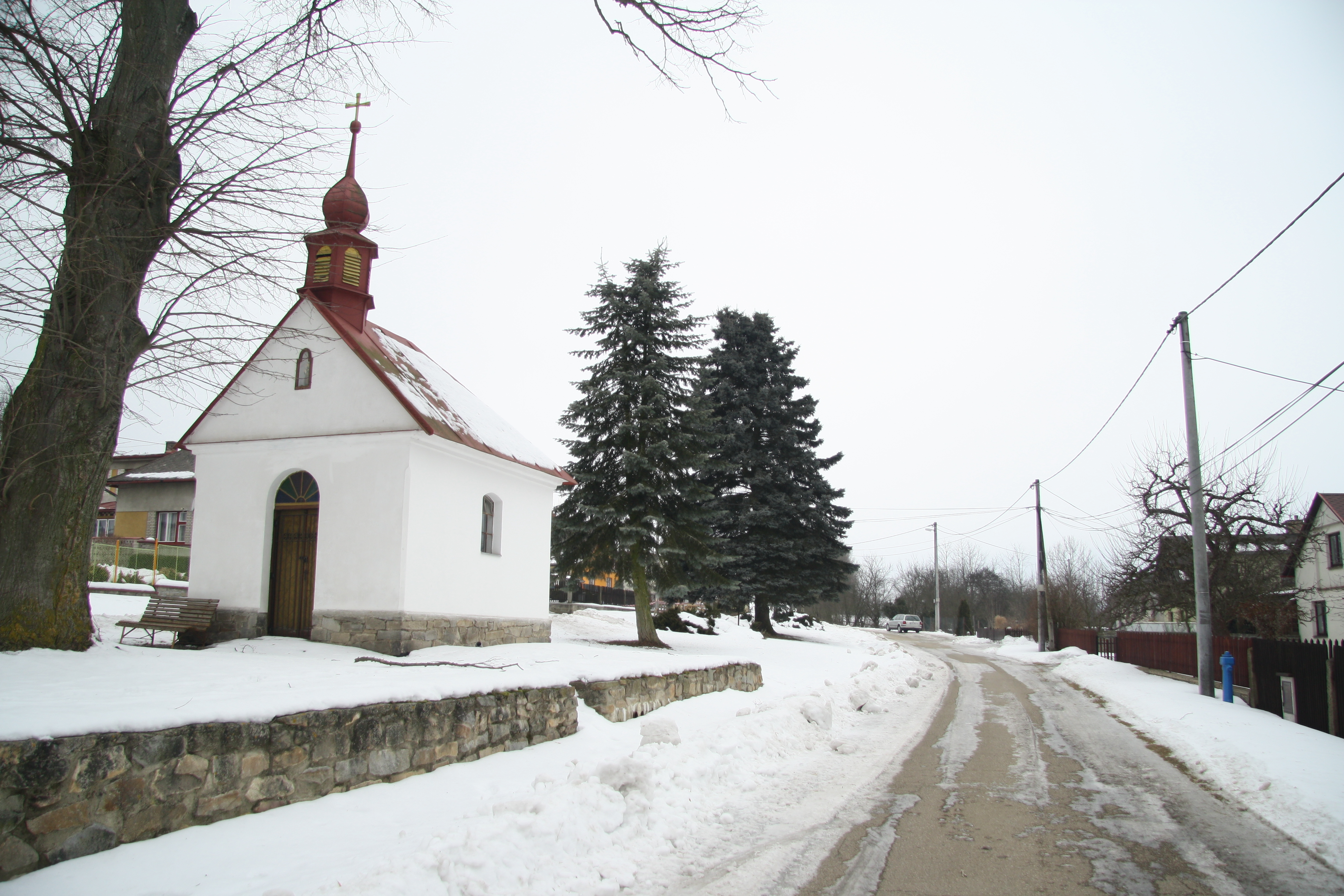
Chapelle à Jedlov.
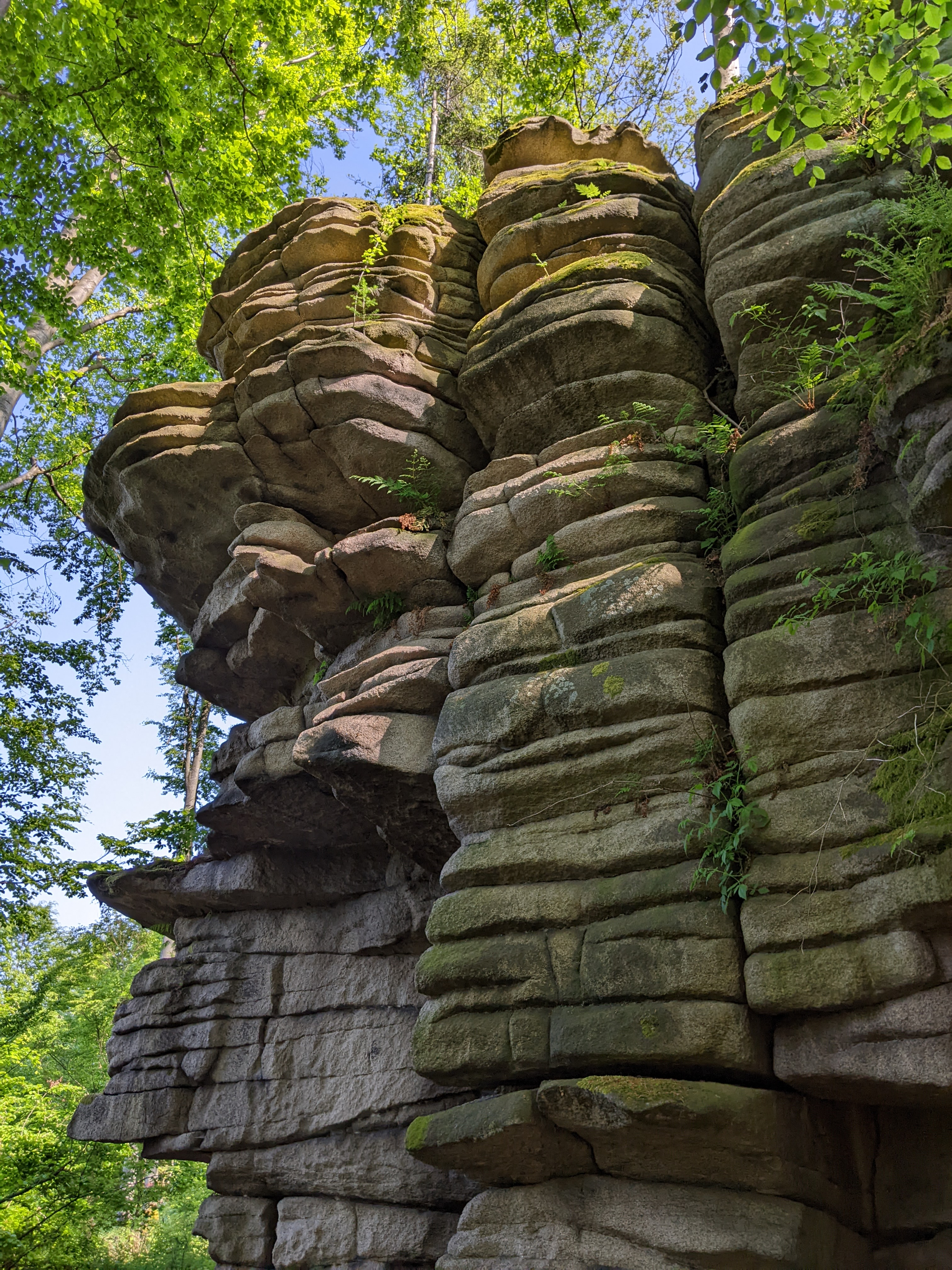
Espace naturel protégé du Château du Diable.

## Transports
Par la route, Mirošov se trouve à 10,5 km de Jihlava et à 125 km de Prague.